# Ansambel Naveza
Ansambel Naveza je narodnozabavna zasedba, ki deluje od leta 2007. Sedež imajo v Jarenini v občini Pesnica, člani pa sicer prihajajo tako s Štajerske kot tudi Koroške. Ansambel je dosegel vidnejše uspehe na festivalih.

## Zasedba
Prvotno trio zasedbo so sestavljali vodja in kitarist Bojan Fras, harmonikar Mitja Čeh in basist Jure Mlinšek. Leta 2009 pa se jim je pridružil še četrti član Tadej Lužnik, ki je prevzel mesto basista, Mlinšek pa od takrat v ansamblu deluje kot vokalist. Leta 2017, na koncertu ob desetletnici ansambla, je kitarista Frasa nadomestil Iztok Halužan, do tedaj član Ansambla Zadetek. Do nove spremembe je prišlo leta 2022, ko jih je z namenom, da bi več časa namenil družini, zapustil pevec Jure Mlinšek. Nadomestil ga je Alen Knez. Danes tako delujejo kot klasičen trio z diatonično harmoniko in pevcem.

## Delovanje
Ansambel je bil ustanovljen leta 2007. Že istega leta so se uspešno predstavili na festivalih na Graški Gori in v Cerkvenjaku, saj so bili obakrat nagrajeni. Festivalsko še bolj uspešno je bilo naslednje leto 2008, ko so se ponovno uspešno predstavili na enakih festivalih, kot leto prej, dodali pa so še uspeh na festivalu na Vurberku.
Leta 2011 so skupaj s Skupino Gadi in Ansamblom Vikend posneli pesem Slovenski narodnjak, ki je bila uporabljena kot »himna« in uvod v koncert Zavriskaj muzikant v Športni dvorani Marof v Novem mestu 14. oktobra 2011, s katerim so obeležili 5 let delovanja portala Narodnjak.si. Za to pesem je bil posnet tudi videospot.
Leta 2016 so dosegli največji festivalski uspeh, saj so zmagali v konkurenci valčkov na najprestižnejšem festivalu narodnozabavne glasbe Slovenska polka in valček s skladbo Če lahko bi me slišala.
Ansambel nastopa po vsej Sloveniji, občasno pa igrajo tudi v tujini. Poleg štirih zgoščenk so posneli še nekaj videospotov, pripravili pa so tudi že nekaj koncertov v Pesnici (2015) in Slovenj Gradcu (2011, 2014). Ob desetletnici delovanja so marca 2017 so v športni dvorani v Slovenj Gradcu priredili koncert, na kateri so proslavili jubilej, izid 4. albuma Če lahko bi me slišala in se poslovili od ustanovnega člana Bojana Frasa, ki ga je zamenjal Iztok Halužan. Na koncertu je nastopila tudi vrsta glasbenih gostov.

## Uspehi
Ansambel Naveza je na festivalih osvojil naslednje nagrade:
- 2007: Graška Gora poje in igra – 2. nagrada občinstva in zlati pastirček.
- 2007: Festival Cerkvenjak – 2. nagrada strokovne komisije in 1. nagrada občinstva.
- 2008: Festival Vurberk – Bronasti zmaj.
- 2008: Graška Gora poje in igra – 3. nagrada občinstva in srebrni pastirček.
- 2008: Festival Cerkvenjak – 3. nagrada občinstva.
- 2010: Festival Vurberk – Srebrni zmaj, Šifrarjeva plaketa, 1. nagrada za izvedbo.
- 2016: Slovenska polka in valček – Najboljši valček: Če lahko bi me slišala.

## Diskografija
Ansambel Naveza je do sedaj izdal štiri albume:
1. Ti si prava (2009)
2. Fant številka tri (2011)
3. Sreča opoteča (2014)
4. Če lahko bi me slišala (2017)

## Največje uspešnice
Ansambel Naveza je najbolj poznan po naslednjih skladbah:
- Če bi vrnil čas nazaj
- Če lahko bi me slišala
- Daj mi
- Fant številka tri
- Sreča opoteča